# ファースト・オーダー

ファースト・オーダーのエンブレム

ファースト・オーダーの国旗

ファースト・オーダー（英: First Order）はアメリカ合衆国の映画『スター・ウォーズシリーズ』に登場する銀河帝国の残党が結成した軍事組織である。

## 概要
新共和国の再建国後の6年後に誕生した新たな軍隊である。
『スター・ウォーズ エピソード6/ジェダイの帰還』後の、シーヴ・パルパティーン皇帝とダース・ベイダーを失い大幅に弱体化した銀河帝国は、新共和国との間に結ばれた停戦協定である銀河協定によって大幅な軍縮を課せられたが、これに反発する銀河帝国軍の主戦派は多くの物資、人員と共に銀河の未知領域へ逃亡した。彼らはそこで新たな世代のストームトルーパーの編制や各種兵力の再配備といった軍拡を推し進め、最高指導者スノーク率いる軍事組織「ファースト・オーダー」を結成した（ファースト・オーダー=レジスタンス戦争の前史）。この動きを牽制すべく新共和国のレイア・オーガナ将軍が組織した私設軍隊「レジスタンス」との間に銀河の支配権をかけた戦争を展開していく（ファースト・オーダー=レジスタンス戦争）。
なお、ファースト・オーダーはあくまで銀河帝国軍の残党内における一軍閥であり、正式な銀河帝国の中央政府は実質的な影響力を失ってはいるもののファースト・オーダーとは別に存続している。
TIEファイターなどを所有しており、これらの兵器やストームトルーパーの兵装等の基本設計は銀河帝国時代の物を踏襲しているが、その内容には独自の改良が加えられている。

## 時代
旧銀河帝国に代わり、新共和国から離反した帝国軍の残党が銀河の未知領域で密かに設立した軍事及び政治組織。最高指導者スノークのもと、銀河帝国の再興と新共和国の殲滅、最後のジェダイで生き残りであるルーク・スカイウォーカーの捜索と抹殺を目的として掲げている。
銀河系各地から鉱産資源や燃料を強制的に徴収できた帝国と比べてそういった資源が不足していたため、スター・デストロイヤーのような大型の宇宙戦艦よりもTIEファイターのような小型の宇宙戦闘機の開発に力を注いでいた。しかし決して大型艦を軽視していた訳ではなく、帝国から引き継いだインペリアルスターデストロイヤーや最新鋭のリサージェント級スターデストロイヤー(及びその艦載機)など、レジスタンスやその他武装勢力と比較すれば圧倒的な艦隊戦力を保有していた。また、35ABYにシスの勢力に合流した際には、1隻だけで惑星を破壊可能な程の莫大な火力を持つジストン級艦1,080隻とその艦載機を新たな戦力として加えている。
また、ファースト・オーダーは氷の惑星イラムに超兵器「スターキラー基地」を建造し、ファースト・オーダーの最高司令部に所属するアーミテイジ・ハックス将軍が指揮官を務めた。
強大な超兵器を保有する一方で、首都機能を特定の惑星に置くことを危険視するスノークの意向もありファースト・オーダーの本拠地はスターキラー基地ではなくスノークの御座艦｢スプレマシー｣に置かれていた。全長13km、全幅60kmにも及ぶこの艦はファースト・オーダーの指揮系統が集中しており、生産ラインもほとんどが艦内で完結していたため、ファースト・オーダーの事実上の首都としての役割を担っていた。
批評家やファンからは、「劇中でファースト・オーダーのハックス将軍が演説するシーンは、ナチス・ドイツや『意志の勝利』を彷彿とさせる」と批評された。
『フォースの覚醒』を監督したJ・J・エイブラムスは、「ファースト・オーダーがオデッサをイメージして設定された」と述べている。

## 経歴
反乱同盟軍及び新共和国との戦争に敗れた銀河帝国は、巨額の賠償金と大幅な軍縮を課す｢銀河協定｣の締結を強いられ、実質的に新共和国の属国へと成り下がった。これに反対した帝国軍の将校が未知領域へと逃亡し、新共和国への復讐を目指して結成した組織がファースト・オーダーとなる。
各地の武装組織や新共和国内のシンパの助力も得て勢力を拡大したファースト・オーダーは超兵器｢スターキラー基地｣を完成させ、そこからの砲撃で新共和国の首都星系を破壊する戦果を挙げた。しかしその直後、スターキラー基地はレイア将軍指揮下のレジスタンスの奇襲攻撃を受け破壊されてしまう。少なからぬダメージを負ったファースト・オーダーはレジスタンスの拠点ディカーを破壊し、その後の追撃戦でレジスタンスの戦力をほぼ壊滅寸前まで追い込むことに成功するが、｢スプレマシー｣を含む大幅な戦力を失い、さらにスノークの死亡により最高指導者もカイロ・レンに交替した。
その1年後までにファースト・オーダーは銀河系の大部分を制圧したが、結局レジスタンスの最終的な討滅には至らなかった。さらに最高指導者カイロ・レンが離脱し、復活を宣言した皇帝シーヴ・パルパティーンが率いる｢ファイナル・オーダー｣に吸収される形で事実上消滅した。その直後にファイナル・オーダーがレジスタンスに敗れ、パルパティーンやファイナル・オーダー艦隊の指揮を執っていたエンリック・プライド元帥なども戦死したため、ファイナル・オーダーの崩壊とともにファースト・オーダーも崩壊した。

## 銀河帝国時代との違い
旧銀河帝国のストームトルーパーは国家の正規軍として正式に人材を募集・徴兵し軍事教育プログラム「帝国アカデミー」で訓練していたが、ファースト・オーダーでは｢銀河協定｣により「帝国アカデミー」の解体を命じられた上に新たなストームトルーパーの増員も禁止されていたため、秘密裏に新共和国の監視が届かない辺境域の惑星から幼い子供を拉致して、独自の教育プログラムによる洗脳と軍事訓練を施し戦力としている。
また、ファースト・オーダーの各種兵器や兵装には独自の改良が加えられている他、階級章などにもデザインの変化が確認できる。

## 主要キャラクター
カイロ・レン
最高指導者スノーク
アーミテイジ・ハックス将軍
『スター・ウォーズ/フォースの覚醒』に初登場したファースト・オーダーの将軍。帝国軍の高級将校ブレンドル・ハックスを父に持ち、共にファースト・オーダーの創設に携わったが、その後ファズマと共謀して実父ブレンドルを暗殺している。
『フォースの覚醒』当時はカイロ・レンと同等の地位としてファースト・オーダーにおける主導権を争っていたが、『スター・ウォーズ/最後のジェダイ』の後半でカイロ・レンに最高指導者の地位を強奪される形で主導権争いに敗北を喫し、彼の部下となった。
『スター・ウォーズ/スカイウォーカーの夜明け』ではプライド元帥の配下に降格させられる形で完全に出世の道を絶たれ、本人はこの立場に納得しておらず、「カイロ・レンの負ける所が見たい」という一心でレジスタンスに情報を横流ししていたが、一連のスパイ行為を看破したプライド元帥に射殺された。

キャプテン・ファズマ
エンリック・プライド元帥
『スター・ウォーズ/スカイウォーカーの夜明け』で初登場したファースト・オーダーの元帥。銀河帝国時代からの古参であり、「忠誠将軍」という地位にあった。
ハックスの裏切りを看過して処刑を実行した他、ライトサイドへ転向したレンの後を継いで、ファースト・オーダー艦隊、及び復活した皇帝のシス艦隊の指揮を執り、惑星キジーミを破壊した。劇中終盤に行われたレジスタンスとの決戦で戦死。